# Planetariul Universității de Vest din Timișoara
Planetariul Universității de Vest din Timișoara și-a deschis porțile pe 1 ianuarie 1964 fiind primul planetariu din România. Construirea acestui planetariu, ca și construirea Observatorului Astronomic din Timișoara, au fost posibile datorită eforturilor depuse de către Prof. Dr. Ioan Curea, primul rector al Universității din Timișoara (ce mai târziu s-a transformat în Universitatea de Vest din Timișoara).
Planetariul UVT este utilizat de către studenții Universității de Vest din Timișoara și în special de către cei ce urmează cursurile de astronomie la Facultatea de Matematică și Informatică din cadrul UVT. Planetariul UVT este vizitat periodic de către grupe de elevi de la școlile și liceele din regiune.

## Dotări
Planetariul este dotat cu un proiector de tip Zeiss-Jena ZKP-1, având actualmente o capacitate de 25 de locuri. Încăperea are forma unui cilindru cu diametrul de 6m și înălțimea de 1,2m deasupra căruia se află amplasată cupola de proiecție. A fost realizat din fondurile Ministerului Învățământului, care a comandat planetariul ca o anexă a Observatorului Astronomic, plătind pentru acesta 208.000 lei. Sub podiumul aparatului era amplasat un diapozitiv pick-up pentru redarea unei melodii introductive. Totodată, înainte de începerea unei prelegeri, un scurt diafilm de 10 minute era redat pentru acomodarea audienței cu întunericul. Diafilmul conținea imagini explicative utile dar și imagini cu unele planetarii din întreaga lume. Din păcate niciunul din cele două accesorii nu mai este actualmente funcțional.
În prezent piesele de schimb provin de la Planetariul Baia Mare care din 2015 a fost echipat cu un model ZKP-4 LED.
Planetariul ZKP-1 poate proiecta stelele și planetele vizibile, Luna cu fazele ei, constelațiile stilizate, ecliptica, ecuatorul ceresc, meridianul local, unghiul orar, polul nord.

## Istoric
Planetariul a funcționat inițial ca parte a catedrei de Mecanică și Astronomie (1962-1974) condusă la acea vreme de prof. Ioan Curea. Deși până în 1962 astronomia se preda în cadrul Facultății de Matematică-Fizică, începând din acel an, astronomia la universitatea din Timișoara se împarte între nou înființata Facultate de Matematică-Mecanică (Introducere în astronomie în anul 3) și Facultatea de Fizică (Astronomie generală în anul 3). Planetariul a rămas însă parte a Facultății de Matematică-Mecanică (actualmente Facultatea de Matematică și Informatică).

### Cadre didactice
- Prof. univ. dr. Ioan Curea (30 martie 1901 – 2 martie 1977) a fost primul rector al universității din Timișoara, poziție pe care a ocupat-o între 1962-1971. Profesorul Curea a obținut doctoratul în astronomie la Universitatea din Cluj-Napoca în anul 1965 cu titlul: Determinarea polului nord ceresc pe cale astrografică. Profesor de astronomie la Institutul Pedagogic din Timișoara și membru al UAI, a avut un rol major în transformarea institutului în universitate. A pus bazele observatorului astronomic din Timișoara (1949-1959), care până în 1977 a aparținut universității. Deși a avut numeroase realizări în domeniul astronomiei, pasiunea profesorului Curea a rămas seismologia, fiind responsabil pentru repornirea activităților stațiilor seismografice din Cluj-Napoca (1939) și Timișoara (1942).[2]
- Lect. univ. dr.  Eugen Bercei și-a început activitatea didactică pe 20 octombrie 1962, participând activ la instalarea planetariului. Publică o serie de cărți și cursuri de astronomie, dintre care amintim broșura Legendele Cerului (1969) și cursul Astronomie: pentru uzul studenților (1986).
- Conf. univ. dr. Dan Comănescu (născut pe 31 august 1967) și-a început activitatea didactică în anul 1992, iar din 1998 ține cursul de astronomie la Facultatea de Matematică. A obținut doctoratul în mecanică în anul 2000 cu teza intitulată: Stabilitatea mișcărilor de bază ale unui vehicul spațial ale cărui rezervoare conțin lichid, aflat într-un regim de tracțiune continuă față de anumite perturbații. Sub supravegherea sa, planetariul a suferit prima renovare substanțială, fiind reamenajată incinta, pereții rezugrăviți și mobilierul schimbat.
- Conf. univ. dr. habil. Marc Frîncu (născut pe 26 aprilie 1983) și-a început activitatea didactică în anul 2007. În 2016 introduce cursul complementar astronomia în cultură – curs disponibil tuturor studenților din UVT. Primul contact cu planetariul UVT l-a avut în anul 2005 când a început să susțină prelegeri cu ocazia Porților Deschise. În prezent este președintele Societății Române pentru Astronomie Culturală, iar la UVT face parte, alături de Dan Comănescu din colectivul care susține prelegeri pentru public și studenți în cadrul planetariului.